# Néa Mesolakkiá
Néa Mesolakkiá (Nea Mesolakkia) är en ort i Grekland.   Den ligger i prefekturen Nomós Serrón och regionen Mellersta Makedonien, i den nordöstra delen av landet, 300 km norr om huvudstaden Aten. Néa Mesolakkiá ligger 31 meter över havet och antalet invånare är 325.
Terrängen runt Néa Mesolakkiá är kuperad österut, men västerut är den platt.  Närmaste större samhälle är Palaiokómi, 4,7 km nordost om Néa Mesolakkiá. Trakten runt Néa Mesolakkiá består till största delen av jordbruksmark.